# 舟塔乡
舟塔乡，是中华人民共和国宁夏回族自治区中卫市中宁县下辖的一个乡镇级行政单位。

## 行政区划
舟塔乡下辖以下地区：
潘营村、上桥村、铁渠村、靳崖村、舟塔村、黄桥村、康滩村、田滩村、长桥村和孔滩村。